# Zr.Ms. Evertsen (2005)
Zr.Ms. Evertsen (F805) is Nederlands vierde luchtverdedigings- en commandofregat (LCF) van de De Zeven Provinciënklasse. Het is het achtste schip bij de Nederlandse marine dat genoemd is naar de Zeeuwse familie Evertsen, die in de 17de eeuw vele zeevaarders heeft voortgebracht, waarvan een aantal in de strijd is gesneuveld. De bekendsten onder hen zijn de luitenant-admiraals Johan Evertsen en Cornelis Evertsen.

## Sensors
Thales APAR/SMART
- Thales Nederland SMART-L lucht- en oppervlakte-observatieradar voor de lange afstand
- Thales Nederland APAR lucht- en oppervlakte-zoek-, volg- en vuurleidingradar (I-band)
- DECCA NAV-navigatieradar
- Thales Nederland Scout oppervlakte-zoek-/navigatieradar
- Thales Nederland Sirius IRST infrarood-detectiesysteem lange afstand
- Thales Nederland Mirador optisch observatie- en detectiesysteem
- Atlas Elektronik DSQS-24C Hull-mounted sonar
- MK XII IFF-systeem
- Thales Nederland Sabre elektronische oorlogsvoeringssysteem

## Bewapening

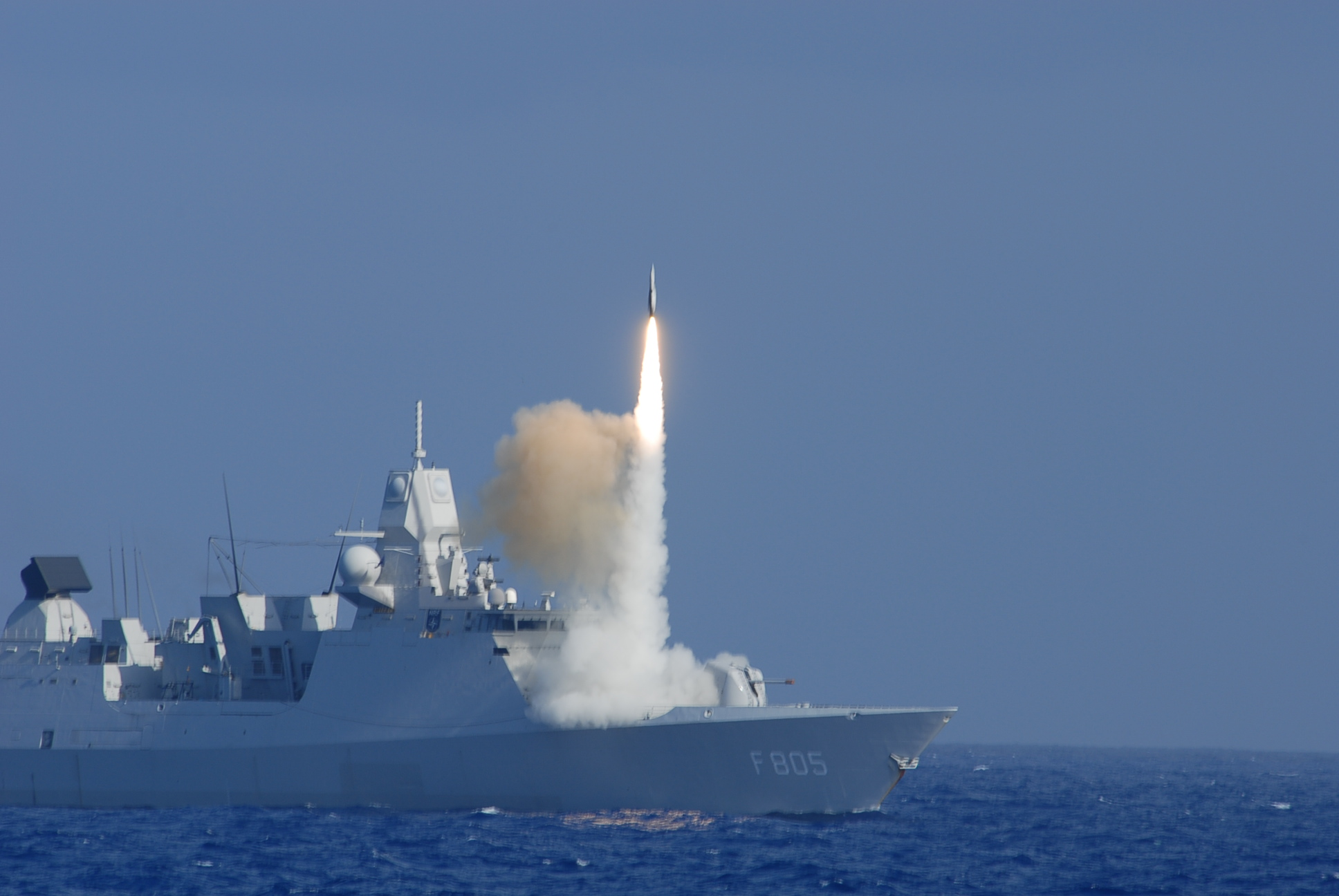
Zr.Ms. Evertsen lanceert een SM-2.

Hoewel alle vier de fregatten van de De Zeven Provinciënklasse zijn voorbereid voor twee Goalkeeper systemen, is de Evertsen tot nog toe de enige waar er inderdaad twee zijn geplaatst. Verder bestaat de bewapening uit de volgende systemen.
Geschut en mitrailleurs:
- 1 x 127 mm OTO Breda kanon
- 2-4 x 12,7 mm Browning M2 mitrailleurs
- 4-6 x 7,62 mm FN MAG mitrailleurs
- 2 x Goalkeeper CIWS

Raketten en torpedo's:
- Mk 41 5 x 8 = 40-cel Verticaal lanceersysteem
  - 32 x Standard missile SM-2 luchtdoelraket lange afstand
  - 32 x ESSM (quadpacked) luchtdoelraket korte afstand
- 8 x Harpoon antischeepsraket (mogelijk ook land)
- 4 x torpedobuizen voor Mk46 torpedo's

Helikopters:
- 1 x NH90 NFH boordhelikopter

Vaartuigen:
- 2 x RHIB opblaasboot

## Missies
Het schip maakte in 2007 deel uit van Standing NATO Maritime Group 1 (SNMG 1). In de periode dat de Zr.Ms. Evertsen, in het verband van de SNMG1, door de Rode Zee voer, vond er een vulkaanuitbarsting plaats op het eilandje Jabal al-Tair. De kustwacht van Jemen heeft daarop de SNMG1 om hulp gevraagd, waarop de vloot twee mensen uit het water heeft gered.
In 2008 heeft het fregat in een missie van vijf maanden schepen van het World Food Programme (WFP) beschermd tegen piraterij in de wateren bij Somalië. Hierdoor is er geen voedselschip meer gekaapt en hebben veel Somaliërs voedselhulp ontvangen.
Van half augustus tot en met half december 2009 heeft Zr.Ms. Evertsen als vlaggenschip deelgenomen aan operatie Atalanta. Hierbij heeft het schip wederom schepen geëscorteerd in Somalische wateren. Op beurtrol voor perioden van een half jaar neemt ook Nederland het commando van deze antipiraterijmissie van de NAVO in de wateren rond Somalië. Het commando over de missie werd vanaf Zr.Ms. Evertsen of Zr.Ms. Tromp gevoerd.
Vanaf eind mei 2021 tot half februari 2022 nam Zr.Ms. Evertsen deel aan de maidentrip van het Britse vliegdekschip HMS Queen Elizabeth voor een tocht van 26.000 zeemijl naar Japan en terug. Het vliegdekschip wordt tevens begeleid door zes Britse schepen, een Britse onderzeeboot en een Amerikaanse torpedobootjager.
De schepen voeren vanuit Portsmouth naar de Middellandse Zee, waar een oefening volgde met het vlootverband van het Franse vliegdekschip Charles de Gaulle.
Via het Suezkanaal, India en Singapore ging het dwars door de Zuid-Chinese Zee naar Japan. Enkele schepen, waaronder de Zr.Ms. Evertsen, bezocht tussentijds nog de Zwarte Zee.